# U 593
U 593 war ein deutsches U-Boot vom Typ VII C der ehemaligen deutschen Kriegsmarine. Auf seinen 16 Feindfahrten versenkte es 9 Handelsschiffe mit 38.290 BRT und 3 Kriegsschiffe mit 2902 t, wobei insgesamt 414 Menschen ums Leben kamen. Am 13. Dezember 1943 wurde es im westlichen Mittelmeer von mehreren britischen und US-amerikanischen Zerstörern schwer beschädigt und selbstversenkt, wobei alle 51 Besatzungsmitglieder überlebten. Sie kamen in alliierte Kriegsgefangenschaft und wurden nach Großbritannien gebracht – außer einem, der in Oran fliehen konnte.

## Geschichte
Die Kiellegung erfolgte am 17. Dezember 1940. Nach dem Stapellauf am 3. September 1941 wurde das Boot am 23. Oktober 1941 in Dienst gestellt und der 8. U-Flottille zur Ausbildung zugeteilt. Der Kommandant war Kapitänleutnant Gerd Kelbling. Am Turm trug das Boot das Zeichen der 7. U-Flottille, den sogenannten „Stier von Scapa Flow“ (siehe Illustration links). Zudem hatte U 593 eine stilisierte Distel mit der Umschrift „Unkraut vergeht nicht und stechen kann ich auch“ als Bootsemblem.

### Einsätze
Nach Abschluss der Ausbildungsfahrten wurde U 593 ab dem 1. März 1942 bei der 7. U-Flottille als Frontboot eingesetzt. Nach dem 1. November 1942 diente das Boot bei der 29. U-Flottille.

#### Erste Unternehmung
Am 2. März 1942 lief U 593 aus dem Hafen von Kiel zu seiner ersten Einsatzfahrt aus. Die Patrouille führte es nördlich der Britischen Inseln durch den Nordatlantik. Das Boot war während dieser Unternehmung der U-Bootgruppe "Westwall" zugeteilt. Am 27. März gegen halb Acht Uhr morgens entdeckte Kommandant Kelbling einen Schiffsverband, der westlich von Brest in südliche Richtung unterwegs war. Er meldete "drei Zerstörer und zehn Schnellboote" und wurde daraufhin von zwei britischen Zerstörern mit Wasserbomben angegriffen, woran sich eine mehrstündige Unterwasserverfolgung anschloss. Die U-Bootführung interpretierte Kelblings Meldung grob fehl, indem sie davon ausging, es handele sich um Schiffe, die sich nach einer Minenoperation auf der Rückfahrt von der nordfranzösischen Küste befanden. Tatsächlich handelte es sich um den Schiffsverband um die HMS Campbeltown, der sich im Rahmen der Operation Chariot auf der Anfahrt auf Saint-Nazaire befand.  Nach 27 Tagen lief U 593 am 28. März 1942 in den Hafen von Saint-Nazaire ein.

#### Zweite Unternehmung
Auf seiner zweiten Feindfahrt versenkte Kommandant Kelbling mit U 573 den panamaischen Tanker MV Persephone im Atlantik vor dem Leuchtturm Barnegat (New Jersey), wobei neun Seeleute starben und 28 gerettet wurden.

#### Dritte Unternehmung
U 593 verließ am 22. Juli 1942 die Basis in Saint-Nazaire zu seiner dritten Einsatzfahrt. Das Operationsgebiet dieser Fahrt lag im Nordatlantik südlich von Grönland. Dort traf das Boot am 5. August zusammen mit den restlichen Booten des Wolfsrudels Steinbrinck auf den für London bestimmten Konvoi SC-94. Einer der abgeschossenen Torpedos traf den niederländischen Frachter Spar im Maschinenraum und tötete drei Mann der Maschinenwache. Die Besatzung verließ das Schiff, das kurz darauf kenterte und sank, in zwei Rettungsbooten und wurde von den Begleitschiffen aufgenommen. U 593 und das Schwesterboot U 595 wurden von der Eskorte vom Konvoi abgedrängt und verloren den Kontakt. Nach insgesamt 29 Tagen auf See kehrte U 593 am 19. August 1942 in den Hafen von Saint-Nazaire zurück.

#### Vierte Unternehmung
Die vierte Einsatzfahrt diente der Überführung von U 593 ins Mittelmeer. Sie begann am 3. Oktober 1942 und endete nach 13 Tagen am 15. Oktober 1942 im Hafen von La Spezia, wobei zwischen dem 10. und 11. Oktober die unter britischer Kontrolle stehende Straße von Gibraltar passiert wurde. Nach der Ankunft in La Spezia am 15. Oktober wurde das Boot am 1. November 1942 der 29. U-Flottille unterstellt.

#### Fünfte Unternehmung
Am 2. November 1942 lief U 593 aus dem Hafen von La Spezia zu seiner fünften Einsatzfahrt aus. Die Patrouille führte vor die Küste von Algerien. Dort traf das Boot am 12. November auf den für Oran bestimmten Konvoi KMS 2 und torpedierte den mit Nachschubgütern und Sprengstoff beladenen britischen Handelsdampfer Browning. Beim Untergang des Schiffes kam ein Seemann ums Leben, die restlichen 61 Besatzungsmitglieder wurden von dem britischen Minenräumer HMS Fluellen aufgenommen und in Oran an Land gesetzt. U 593 wurde im Anschluss an die Versenkung 16 Stunden lang von den Begleitschiffen des Konvois gejagt, konnte aber unbeschädigt entkommen. Nach 15 Tagen kehrte das Boot am 16. November 1942 in den Hafen von La Spezia zurück.

#### Sechste Unternehmung
U 593 verließ am 29. November 1942 die Basis in La Spezia zu seinem sechsten Kampfeinsatz. Die Fahrt führte wieder entlang der nordafrikanischen Küste vom Westen Algeriens bis nach Tunesien. Die Suche nach feindlichen Schiffen blieb jedoch ohne Erfolg und U 593 beendete den Einsatz nach 33 Tagen auf See am 31. Dezember 1942 im italienischen Kriegshafen Pola.

#### Siebente Unternehmung
Zur siebenten Feindfahrt verließ U 593 Pola am 6. Februar 1943 und operierte im östlichen Mittelmeer. Auf dieser Unternehmung versenkte oder beschädigte es keine Schiffe. Am 8. März 1943 lief es in Salamis ein.

#### Achte Unternehmung
Am 13. März 1943 lief U 593 aus dem Hafen von Salamis zu seiner achten Einsatzfahrt aus. Patrouillengebiet war das Gebiet zwischen Kreta und der libyschen Küste östlich der Großen Syrte. Am 18. März traf das Boot nördlich von Derna in der Kyrenaika auf einen kleinen Konvoi, der von Tripolis nach Alexandria unterwegs war. Es gelang, zwei der Handelsschiffe, die Dafila und die Kaying, zu torpedieren. Bei diesen Angriff kamen 31 Seeleute ums Leben, 22 auf der Dafila und neun Besatzungsmitglieder der Kaying. U 593 kehrte nach neun Tagen am 21. März nach Salamis zurück.

#### Neunte Unternehmung
Auf seiner neunten Unternehmung versenkte U 593 am 27. März 1943 im Mittelmeer vor Derna (Libyen) das britische Handelsschiff City of Guildford. Von den 142 Menschen an Bord starben 129. Die 13 Überlebenden wurden vom britischen Kriegsschiff HMS Exmoor gerettet.

#### Zehnte Unternehmung
Auf seiner zehnten Unternehmung versenkte U 593 am 11. April 1943 im Mittelmeer 110 km vor Bardia (Libyen) das britische Handelsschiff Runo. Von den 37 Besatzungsmitgliedern starben 16, während 21 überlebten.

#### Elfte Unternehmung
Auf seiner elften Unternehmung operierte U 593 vor der Küste Algeriens. Am 22. Juni 1943 traf es mit seinen Torpedos zwei Kriegsschiffe der United States Navy: Das Landungsschiff LST-333 mit 1625 t wurde 8 Seemeilen vor Kap Corbelin beschädigt, wobei 25 von 288 Mann an Bord starben. Das beschädigte Schiff wurde nach Dellys geschleppt und sank am 6. Juli. Auf der beschädigten LST-387 gab es keine Verluste an Menschenleben. Am 5. Juli 1943 wurde vor Kap Bengut das britische Kommandoschiff Devis mit 6054 BRT versenkt. Von den 343 Menschen an Bord starben 52, während die übrigen vom britischen Kriegsschiff HMS Cleveland gerettet wurden.

#### Zwölfte Unternehmung
U 593 verließ am 27. Juli 1943 den Hafen von Toulon zu einer Patrouille im westlichen Mittelmeer. Am 5. August wurde es westlich von Sardinien von drei amerikanischen P-40-Warhawk-Jagdbombern angegriffen. Das Boot trug eine Anzahl von MG-Treffern im Bereich der Brücke davon, hatte aber keine Verluste unter der Besatzung zu beklagen. Auf Grund der Beschädigungen kehrte U 593 drei Tage später am 8. August in den Hafen von Toulon zurück.

#### Dreizehnte Unternehmung
Am 15. September 1943 verließ U 593 die Basis in Toulon. Der Einsatz führte vor die Küste von Kampanien. Dort traf das Boot am 21. September auf den Konvoi NSS-3, der Nachschubgüter für Salerno transportierte. Bei dem Angriff etwa 45 Meilen südlich von Salerno traf einer der abgeschossenen Torpedos den amerikanischen Liberty-Frachter William W. Gerhard. Das Schiff wurde schwer beschädigt, Besatzung und Passagiere gingen von Bord und wurden von den Begleitschiffen aufgenommen. Ein Versuch, das Schiff in Sicherheit zu schleppen, scheiterte an einem ausbrechenden Feuer, das schließlich die Munitionsladung zur Explosion brachte. Zwei Seeleute starben und neun Besatzungsmitglieder wurden verletzt. Am 25. September stieß U 593 auf den amerikanischen Minensucher USS Skill, der zwischen Kap Licosa und Capri patrouillierte, und torpedierte ihn. Der Treffer ließ das Schiff in zwei Teile zerbrechen und es sank binnen weniger Minuten. Von der 103-köpfigen Besatzung überlebten nur 31 Seeleute. Am 5. Oktober lief U 593 nach 21 Tagen auf See wieder in den Hafen von Toulon ein.

#### Vierzehnte Unternehmung
Am 26. Oktober 1943 lief U 593 aus dem Hafen von Toulon aus. Der Einsatz führte durch das westliche Mittelmeer bis vor die algerische Küste. Dort traf das Boot auf den aus Oran ausgelaufenen Konvoi KMS 30 und schoss in den frühen Stunden des 3. November einen Dreierfächer. Einer der Torpedos traf den französischen Handelsdampfer Mont Viso und versenkte ihn, wobei 35 Mann der 49-köpfigen Besatzung starben. Am 7. November 1943 kehrte U 593 nach 13 Tagen auf See ohne weitere Erfolge nach Toulon zurück.

#### Fünfzehnte Unternehmung
U 593 lief am 25. November 1943 zu einem Sondereinsatz aus dem Hafen von Toulon aus. Einsatzzweck war die Jagd auf ein feindliches U-Boot auf der Höhe von Saint-Tropez. Nach fünf Tagen ohne Feindkontakt kehrte das Boot am 29. November in den Ausgangshafen zurück.

### Untergang

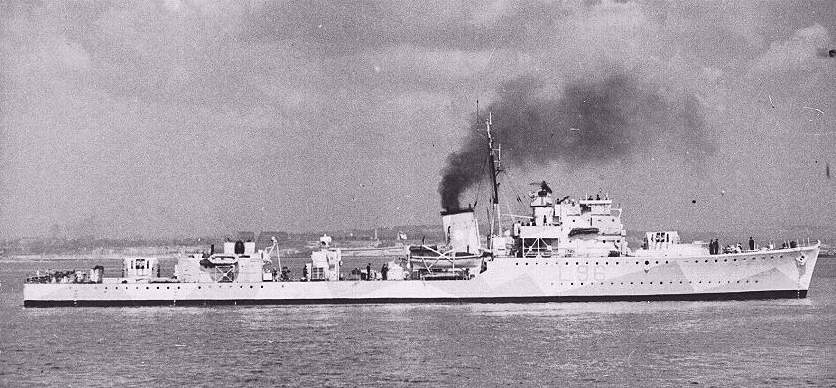
HMS Tynedale, von U 593 versenkt

In den Morgenstunden des 12. Dezember gelang es Kommandant Kelbing, den britischen Zerstörer Tynedale zu versenken, so dass 73 Seeleute der Royal Navy starben, darunter sieben Offiziere, während 82 gerettet werden konnten. Am Vortag hatte U 223 im Seegebiet vor Algier eine britische Fregatte so stark beschädigt, dass sie aufgegeben werden musste. Unter dem Eindruck dieser beiden Verluste stellten die alliierten Führungsstellen eine U-Bootjagdgruppe zusammen. Fünf Kriegsschiffe machten sich daraufhin an die koordinierte Verfolgung der U-Boote und spürten U 593 am 12. Dezember gegen 15:00 Uhr auf. Kommandant Kelbing versenkte den nächsten Verfolger, die HMS Holcombe – wie die Tynesdale ebenfalls ein Zerstörer der Hunt-Klasse – mit einem akustisch gesteuerten Torpedo und konnte zunächst entkommen. Von der Besatzung der Holcombe starben 84 Mann, während 80 gerettet wurden. Am frühen Nachmittag des nächsten Tages wurde U 593 erneut entdeckt und durch mehrere Wasserbombentreffer der USS Wainwright und der HMS Calpe zum Auftauchen gezwungen. Kommandant Kelbing ließ das Boot evakuieren und selbstversenken. Alle 51 Besatzungsmitglieder überlebten den Untergang von U 593, wurden von der Wainwright und der Calpe aufgefischt und als Kriegsgefangene nach Oran in Algerien gebracht. Hier gelang es dem zweiten Wachoffizier gemeinsam mit dem zweiten Wachoffizier aus dem ebenfalls versenkten U-Boot U 73 aus Gefangenschaft zu fliehen. Die übrigen 50 Gefangenen von U 593 wurden zusammen mit 33 Mann aus U 73 nach Großbritannien gebracht.
U 593 verlor während seiner Dienstzeit auch vor der Versenkung keine Besatzungsmitglieder. Somit gehört U 593 zu den sehr wenigen deutschen U-Booten des Zweiten Weltkrieges, die im Zuge eines Gefechts versenkt wurden und deren Besatzungsmitglieder den Krieg dennoch ohne Ausnahme überlebten – wenn auch als Gefangene der Alliierten.

## Versenkungen
| Datum              | Name               | Flagge                 | Tonnage (BRT) | Tote | Überlebende | Lage |
| ------------------ | ------------------ | ---------------------- | ------------- | ---- | ----------- | ---- |
| 25. Mai 1942       | Persephone         | Panama                 | 8426          | 9    | 28          | Lage |
| 5. August 1942     | Spar               | Niederlande            | 3616          | 3    | 36          | Lage |
| 12. November 1942  | Browning           | Vereinigtes Königreich | 5332          | 1    | 61          | Lage |
| 18. März 1943      | Dafila             | Vereinigtes Königreich | 1940          | 22   | 15          | Lage |
| 18. März 1943      | Kaying             | Vereinigtes Königreich | 2626          | 09   | 072         | Lage |
| 27. März 1943      | City of Guildford  | Vereinigtes Königreich | 5157          | 129  | 013         | Lage |
| 11. April 1943     | Runo               | Vereinigtes Königreich | 1858          | 16   | 021         | Lage |
| 22. Juni 1943      | USS LST-333        | Vereinigte Staaten     | 1625          | 25   | 263         | Lage |
| 5. Juli 1943       | Devis              | Vereinigtes Königreich | 6054          | 52   | 291         | Lage |
| 21. September 1943 | William W. Gerhard | Vereinigte Staaten     | 7176          | 02   | 265         | Lage |
| 7. September 1943  | USS Skill          | Vereinigte Staaten     | 0815          | 72   | 031         | Lage |
| 3. November 1943   | Mont Viso          | Frankreich             | 4531          | 35   | 014         | Lage |
| 12. Dezember 1943  | HMS Tynedale       | Vereinigtes Königreich | 1000          | 73   | 082         | Lage |
| 12. Dezember 1943  | HMS Holcombe       | Vereinigtes Königreich | 1087          | 84   | 080         | Lage |